# آدیتیانا
آدیتیانا (به لاتین: Aadityana) در هند با جمعیت ۱۷٬۲۳۷ نفر است که در گجرات واقع شده‌است.